# Vržerala
Vržerala (en cyrillique : Вржерала) est un village de Bosnie-Herzégovine. Il est situé dans la municipalité de Livno, dans le canton 10 et dans la fédération de Bosnie-et-Herzégovine. Selon les premiers résultats du recensement bosnien de 2013, il compte 732 habitants.

## Géographie
Le village est situé sur les bords de la rivière Mandek, juste au nord du lac de Buško.

## Histoire
Sur le territoire du village se trouve le site archéologique de Rešetarica, qui abrite les vestiges d'une basilique chrétienne des Ve et VIe siècles, une nécropole des IXe et Xe siècles ainsi qu'une autre nécropole avec 19 stećci, un type particulier de tombes médiévales ; les objets retrouvés sont conservés au musée du couvent franciscain de Gorica. Le site est inscrit sur la liste des monuments nationaux de Bosnie-Herzégovine.

## Démographie

### Évolution historique de la population
| 1948 | 1953 | 1961 | 1971  | 1981 | 1991 | 2013 |
| ---- | ---- | ---- | ----- | ---- | ---- | ---- |
| -    | -    | 955  | 1 095 | 849  | 901  | 732  |

|  |